# Arcidiocesi di Salisburgo

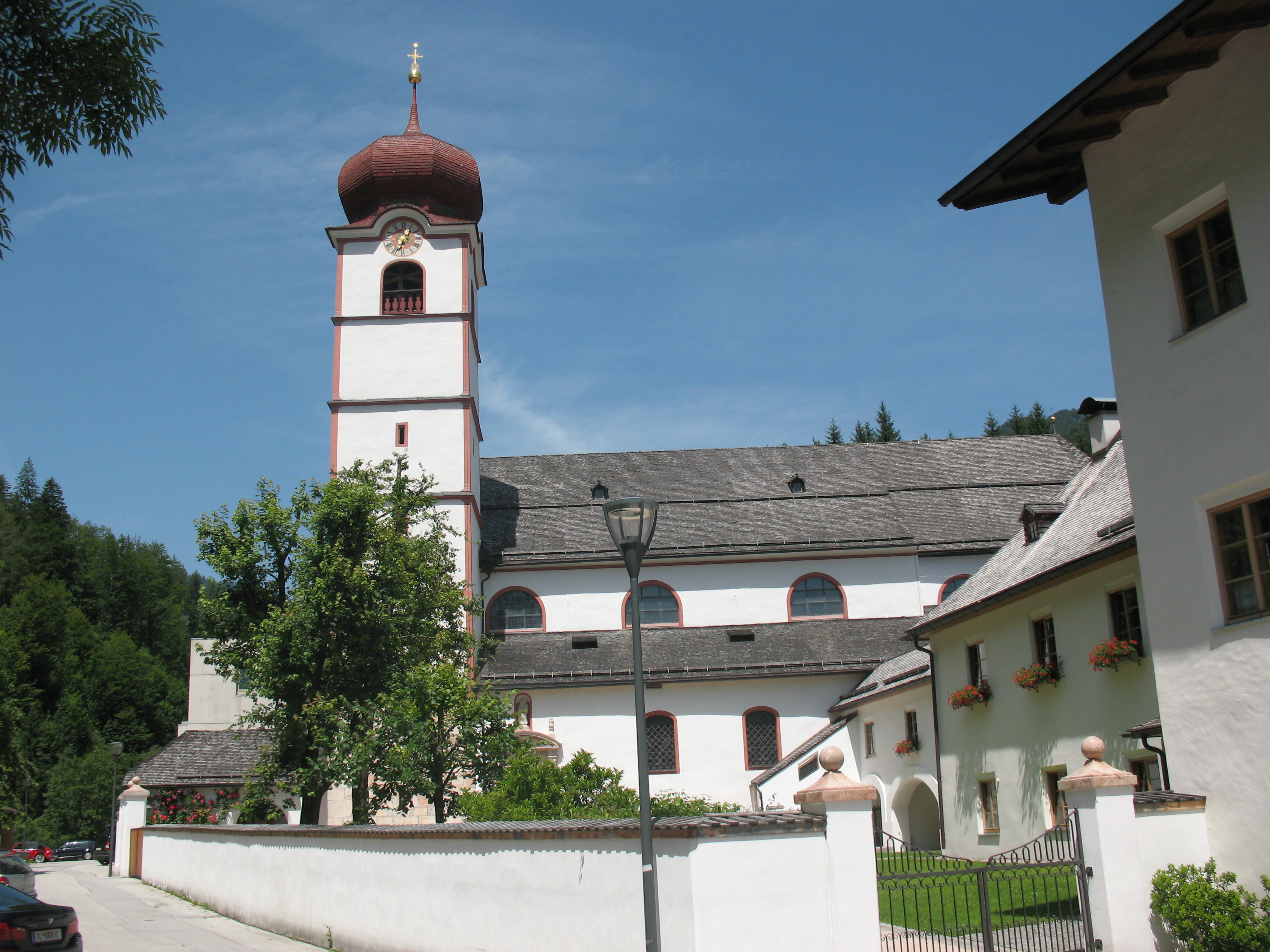
La basilica Mariathal di Kramsach.

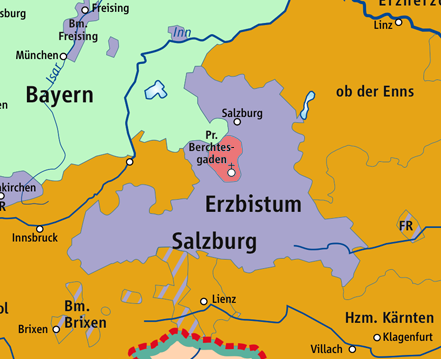
Mappa del principato arcivescovile di Salisburgo nel 1789.

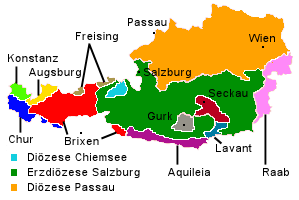
In verde la parte austriaca dell'arcidiocesi nel XIII secolo.

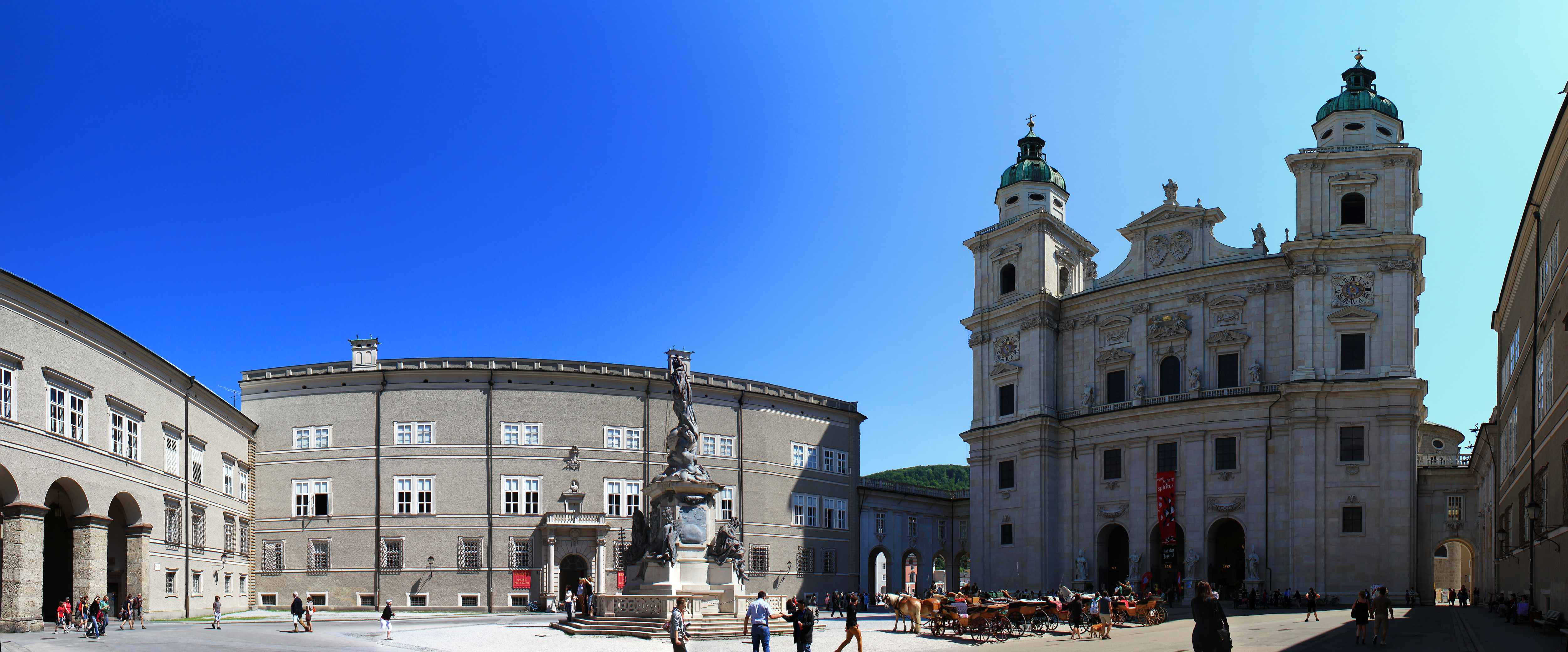
Piazza della cattedrale a Salisburgo; al centro il palazzo arcivescovile.

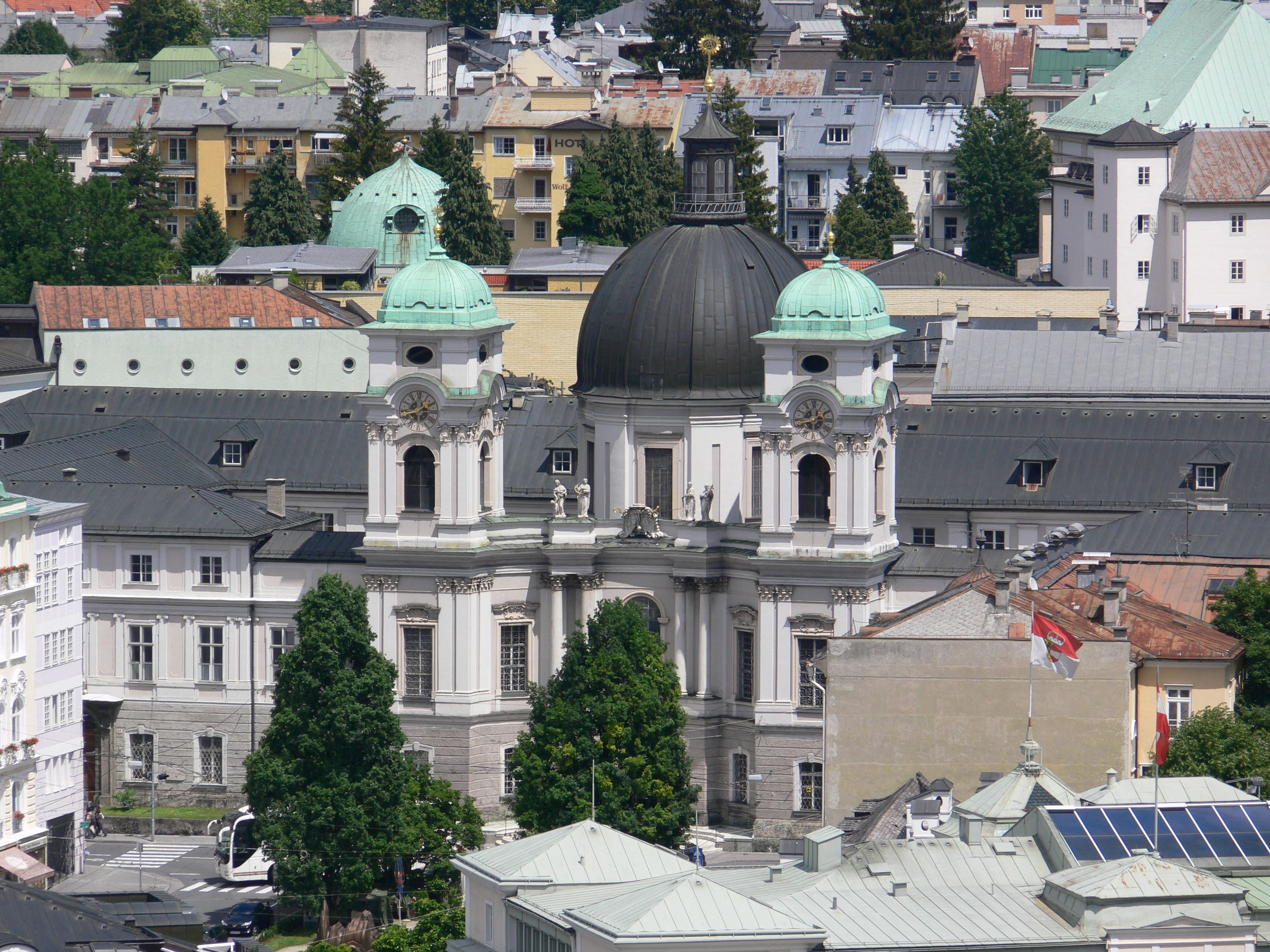
La chiesa della Santissima Trinità di Salisburgo; gli edifici annessi ospitano il seminario arcivescovile.

L'arcidiocesi di Salisburgo (in latino Archidioecesis Salisburgensis) è una sede metropolitana della Chiesa cattolica in Austria. Nel 2023 contava 438.227 battezzati su 763.559 abitanti. È retta dall'arcivescovo Franz Lackner, O.F.M.
L'arcivescovo di Salisburgo gode da due secoli del titolo di primate di Germania. Questo titolo, privo di giurisdizione politica, dà all'arcivescovo un primato d'onore fra i vescovi dei paesi tedescofoni. Gode inoltre del titolo di legato nato, che gli consente di vestire i panni di cardinale, anche a Roma, pur non essendo stato nominato cardinale. Per questa ragione, nei loro stemmi gli arcivescovi di Salisburgo hanno sempre galero e nappe di rosso.

## Territorio
L'arcidiocesi comprende lo stato federale austriaco di Salisburgo e la parte nordorientale del Tirolo.
Sede arcivescovile è la città di Salisburgo, dove si trova la cattedrale dei Santi Ruperto e Virgilio. A Salisburgo sorgono anche le ex cattedrali dell'arciabbazia di San Pietro e della chiesa di Nostra Signora dei frati francescani. In diocesi si contano tre basiliche minori: la basilica di Mariathal a Kramsach, la basilica dell'Assunzione della Beata Vergine Maria a Mariapfarr e la basilica santuario di Maria Plain a Bergheim.
Il territorio si estende su 9.715 km² ed è suddiviso in 210 parrocchie, raggruppate in 17 decanati: Altenmarkt im Pongau, Bergheim, Brixen im Thale, Hallein, Köstendorf, Kufstein, Reith im Alpbachtal, Saalfelden am Steinernen Meer, Salisburgo, Sankt Georgen bei Salzburg, Sankt Johann im Pongau, Sankt Johann in Tirol, Stuhlfelden, Tamsweg, Taxenbach, Thalgau e Zell am Ziller.

### Provincia ecclesiastica
La provincia ecclesiastica di Salisburgo comprende le seguenti suffraganee:
- diocesi di Feldkirch,
- diocesi di Graz-Seckau,
- diocesi di Gurk,
- diocesi di Innsbruck.

## Storia

### Vescovato abbaziale (IV secolo - c. 482)
Attorno al 450, la Vita Sancti Severini riporta che a Salisburgo avevano sede due chiese e un monastero. Poco si sa del primo vescovato, e san Massimo è l'unico abate-vescovo di cui si conosca il nome. Un discepolo di san Severino, riporta che egli venne martirizzato al ritorno da Noricum. Salisburgo venne distrutta nel 482 circa, sei anni dopo la partenza delle legioni romane dalla regione.

### Erezione della diocesi (c. 543/698 - 798)
San Ruperto, vescovo di Worms, chiamato apostolo di Baviera e di Carinzia, ritornò nella regione e fondò una chiesa a Wallersee, trovando le rovine di Salisburgo. È incerto se egli sia giunto nel 543 circa, durante il regno di Teodoro I di Baviera o più propriamente nel 698 circa quando la Baviera venne conquistata dai Franchi e vi era il duca Teodone II di Baviera.
Nonostante i dubbi cronologici, san Ruperto è il primo vescovo certo di Salisburgo.
In ogni caso la cristianità non si diffuse nella regione sino al VII secolo. Il monastero della cattedrale venne dedicato a san Pietro e la nipote di Ruperto, Erentrude fondò un monastero di monache a Nonnberg. Sotto San Virgilio la diocesi di Salisburgo fu matrice della diffusione del cristianesimo grazie all'evangelizzazione di territori limitrofi, a partire dalla Carantania, spinta dalle numerosissime missioni itineranti da parte di monaci irlandesi o di scuola irlandese.
San Bonifacio completò l'opera di san Ruperto e san Virgilio, introducendo la regola di San Benedetto e rendendo Salisburgo suffraganea di Magonza.

### Elevazione ad arcidiocesi (798 - 1060)
Arno si guadagnò il rispetto del re dei Franchi Carlo Magno che gli assegnò in missione i territori compresi tra il Reno, il Raab e la Drava che erano stati recentemente conquistati dagli Avari. Vennero fondati dei monasteri e lentamente tutta la Carinzia venne cristianizzata. Mentre Arno era a Roma in missione per conto di Carlo Magno, nel 798, papa Leone III lo nominò arcivescovo metropolita della Baviera attribuendogli le diocesi suffraganee di Frisinga, Passavia, Ratisbona e Sabiona. In occasione di una contesa tra l'arcidiocesi di Salisburgo e il patriarcato di Aquileia, Carlo Magno decise di porre la Drava come confine delle due aree.
L'arcivescovo Adalvino ebbe non pochi problemi quando il re Rastislavo di Moravia tentò di sottrarre i suoi territori all'influenza tedesca. Papa Adriano II nominò Metodio, arcivescovo di Pannonia e Moravia, e solo quando re Rastislavo venne fatto prigioniero da Ludovico II che Adalvino poté giustamente protestare per la violazione dei propri diritti. Metodio apparve dinanzi al Sinodo di Salisburgo dove venne condannato all'esilio per due anni e mezzo.

### Epoca delle investiture (1060 - 1213)
Con Gregorio VII la Chiesa entrò in una nuova era. Il primo arcivescovo di questo periodo fu Gebeardo, che durante le controversie per la lotta per le investiture rimase dalla parte del papa. Gebeardo dovette soffrire nove anni di esilio e gli fu permesso di rientrare a Salisburgo solo pochi anni prima della morte, quando venne sepolto nell'abbazia di Admont. Nel 1072 gli arcivescovi di Salisburgo ottennero il diritto di nominare i vescovi loro suffraganei senza conferma da parte del papa. Il suo successore Timo venne imprigionato per cinque anni e morì di morte violenta nel 1102. All'abdicazione di Enrico IV, Corrado I di Abenberg venne eletto arcivescovo. Corrado visse in esilio sino al concordato tra Chiesa e imperatore del 1122, dedicandosi poi a migliorare la vita religiosa dell'episcopato.
L'arcivescovo parteggiò nuovamente per la Chiesa nel conflitto tra il Papa e l'arcivescovo Eberardo I di Hilpolstein-Biburg, promosso dagli Hohenstaufen, ma il suo successore Corrado II si oppose all'imperatore e morì nel 1168 ad Admont, fuggendo. Corrado III di Wittelsbach venne nominato arcivescovo di Salisburgo nel 1177 alla Dieta di Venezia.

### Principato arcivescovile (1213 - 1803)
L'arcivescovo Eberardo II di Truchsess venne creato Principe dell'Impero nel 1213.
Per molti secoli, l'arcidiocesi di Salisburgo godette di un potere temporale, costituendosi in uno stato indipendente: il Principato arcivescovile di Salisburgo.
Eberardo II creò tre nuove diocesi con l'approvazione del papa: la diocesi di Chiemsee (1216), la diocesi di Seckau (1218) e la diocesi di Lavant (1225). Eberardo venne scomunicato nel 1245 dopo essersi rifiutato di sottoscrivere un documento della Santa Sede che deponeva l'Imperatore, e morì l'anno seguente. Durante l'interregno tedesco, Filippo di Carinzia si rifiutò di consacrare nuovi sacerdoti e venne deposto da Ulrico di Seckau.
Matteo assoldò dei minatori della Sassonia che portarono con loro l'ideologia e gli scritti del protestantesimo di Lutero e fu così che il luteranesimo dilagò anche a Salisburgo. L'arcivescovo Wolf Dietrich von Raitenau impose ai protestanti di convertirsi al cattolicesimo o di lasciare il paese. La cattedrale venne ricostruita e non ebbe rivali nelle Alpi in quanto a bellezza e raffinatezza.
L'arcivescovo Paride Lodron invitò i Gesuiti a Salisburgo con l'intento di scacciare i protestanti: 30.000 persone vennero obbligate a lasciare il paese e a trasferirsi nel Württemberg, nell'Hannover e nella Prussia Orientale e molti emigrarono in Georgia negli Stati Uniti d'America. L'ultimo principe-vescovo, Hieronymus von Colloredo, è probabilmente più conosciuto per essere stato il primo datore di lavoro di Mozart. Egli si preoccupò di riformare la Chiesa e le scuole, alienandosi però dalla popolazione.
Il 28 gennaio 1785 l'arcidiocesi cedette una porzione del suo territorio a vantaggio dell'erezione della diocesi di Leoben, che successivamente sarà incorporata nella diocesi di Seckau.

### Epoca moderna (dal 1803 a oggi)
Nel 1803 il Principato arcivescovile di Salisburgo venne secolarizzato come Granducato di Salisburgo, affidato formalmente al granduca Ferdinando III d'Asburgo-Lorena del Granducato di Toscana (fratello dell'imperatore Francesco II), che aveva perso temporaneamente il proprio trono. Nel 1805 Salisburgo passò all'Austria, e nel 1809 alla Baviera, che chiuse l'università, soppresse i conventi per i novizi e bandì pellegrinaggi e processioni. Il Congresso di Vienna restituì Salisburgo all'Austria nel 1814 e la vita ecclesiastica venne nuovamente normalizzata dall'arcivescovo Augusto Giovanni Giuseppe Gruber.
Il 1º aprile 1818 con la bolla Dei ac Domini Nostri di papa Pio VII fu soppressa la diocesi di Chiemsee e parte del suo territorio fu incorporato in quello di Salisburgo.
In seguito al concordato fra Santa Sede e Austria del 5 giugno 1933 gli arcivescovi di Salisburgo persero il diritto di nominare i vescovi delle diocesi suffraganee della loro provincia ecclesiastica.

## Cronotassi dei vescovi
Si omettono i periodi di sede vacante non superiori ai 2 anni o non storicamente accertati.

### Abati-vescovi di Juvavum
- San Massimo † (? - 476 deceduto)
  - Sede abbandonata dopo il 482 circa

### Vescovi di Salisburgo
- San Ruperto † (circa 698 - circa 718 deceduto)
- San Vitale † (circa 560 - circa 570,[6] o circa 718 - circa 728 deceduto)
- Erkenfrido †[6]
- Ansologo † (circa 600)[6]
- Ottocaro †[6]
- Savolo †[6]
- Ezzio †[6]
- Flobrigido † (? - 12 febbraio 739 deceduto)[6]
- San Giovanni † (739 - 10 giugno 745 deceduto)
- San Virgilio † (745 - 27 novembre 784 deceduto)

### Arcivescovi di Salisburgo
- Arno † (785 - 24 gennaio 821 deceduto)
- Adalramo † (5 giugno 821 - 4 gennaio 836 deceduto)
- Liupram † (29 gennaio 836 - 30 settembre o 14 ottobre 859 deceduto)
- Adalwin † (859 - 14 maggio 873 deceduto)
- Adalbert I † (873 - 6 aprile 874 deceduto)
- Theotmar † (13 settembre 874 - 28 giugno 907 deceduto)
- Pilgrim I † (907 - 8 ottobre 923 deceduto)
- Adalbert II † (923 - 14 novembre 935 deceduto)
- Egilolf † (935 - 22 agosto 939 deceduto)
- Herold † (939 - 958 dimesso)
- Friedrich I † (958 - 1º maggio 991 deceduto)
- Hartwig † (8 novembre 991 - 5 dicembre 1023 deceduto)
- Gunther di Meißen † (6 gennaio 1024 - 1º novembre 1025 deceduto)
- Dietmar II † (21 dicembre 1025 - 28 luglio 1041 deceduto)
- Baldwin † (25 ottobre 1041 - 8 aprile 1060 deceduto)
- Gebeardo † (30 luglio 1060 - 15 giugno 1088 deceduto)
- Timo † (25 marzo 1090 - 28 settembre 1101 deceduto)
- Corrado di Abensberg † (7 gennaio 1106 - 9 aprile 1147 deceduto)
- Sant'Everardo di Hilpolstein-Biburg † (25 aprile 1147 - 22 giugno 1164 deceduto)
- Corrado di Babenberg † (29 giugno 1164 - 28 settembre 1168 deceduto)
- Adalberto di Boemia † (1º novembre 1168 - 9 agosto 1177 deposto)
- Corrado di Wittelsbach † (9 agosto 1177 - novembre 1183 nominato vescovo di Magonza)
- Adalberto di Boemia † (19 novembre 1183 - 8 aprile 1200 deceduto) (per la seconda volta)
- Eberardo di Truchsess † (20 aprile 1200 - 1º dicembre 1246 deceduto)
- Bernardo (Burcardo) di Ziegenhain † (25 febbraio 1247 - 1247 deceduto)
- Filippo di Carinzia † (12 ottobre 1247 - 1256 deposto)
- Ulrico di Sekau † (19 settembre 1257 - 1265 dimesso)
- Ladislao di Slesia-Liegnitz † (10 novembre 1265 - 27 aprile 1270 deceduto)
- Federico di Walchen † (7 maggio 1273 - 7 aprile 1284 deceduto)
- Rodolfo di Hoheneck † (1º dicembre 1284 - 3 agosto 1290 deceduto)
- Corrado di Fohnsdorf (anche di Breitenfurt) † (11 febbraio 1291 - 25 marzo 1312 deceduto)
- Weichardo di Pollheim † (27 agosto 1312 - 6 ottobre 1315 deceduto)
- Federico di Liebnitz † (25 novembre 1316 - 7 aprile 1338 deceduto)
- Enrico Pyrnbrunner † (31 agosto 1338 - 29 luglio 1343 deceduto)
- Ordolfo di Wiesseneck † (29 ottobre 1343 - 12 agosto 1365 deceduto)
- Pellegrino di Pucheim † (7 gennaio 1366 - 5 aprile 1396 deceduto)
- Gregorio Schenk di Osterwitz † (5 giugno 1396 - 10 maggio 1403 deceduto)
  - Berthold von Wehingen † (6 febbraio 1404 - ? dimesso) (vescovo eletto)
- Eberardo di Neuhaus † (13 gennaio 1406 - 18 gennaio 1427 deceduto)
- Eberardo di Starhemberg † (11 aprile 1427 - 9 febbraio 1429 deceduto)
- Johann von Reisberg † (22 aprile 1429 - 30 settembre 1441 deceduto)
- Friedrich Truchseß von Emmerberg † (30 settembre 1441 - 4 aprile 1452 deceduto)
- Sigmund von Volkersdorf † (9 giugno 1452 - 3 novembre 1461 deceduto)
- Burkhard von Weißpriach † (23 gennaio 1462 - 16 febbraio 1466 deceduto)
- Bernhard von Rohr † (21 aprile 1466 - 20 dicembre 1484 dimesso)
- Johann Beckenschlager † (20 dicembre 1484 - 15 dicembre 1489 deceduto)
- Friedrich von Schaumberg † (3 marzo 1490 - 4 ottobre 1494 deceduto)
- Sigmund von Hollenegg † (15 dicembre 1494 - 3 luglio 1495 deceduto)
- Leonhard von Keutschach, C.R.S.A. † (13 novembre 1495 - 3 giugno 1519 deceduto)
- Matthäus Lang von Wellenburg † (8 giugno 1519 succeduto - 20 marzo 1540 deceduto)
  - Ernesto di Baviera † (21 maggio 1540 - 16 luglio 1554 dimesso) (amministratore apostolico)
- Michael von Kuenburg † (29 ottobre 1554 - 17 novembre 1560 deceduto)
- Johann Jakob von Kuen-Belasy † (15 gennaio 1561 - 4 maggio 1586 deceduto)
- Georg von Kuenburg † (4 maggio 1586 succeduto - 25 gennaio 1587 deceduto)
- Wolf Dietrich von Raitenau † (20 aprile 1587 - 7 marzo 1612 dimesso)
- Markus Sittikus von Hohenems † (18 giugno 1612 - 9 ottobre 1619 deceduto)
- Paride Lodron † (3 marzo 1621 - 15 dicembre 1653 deceduto)
- Guidobaldo Thun † (4 maggio 1654 - 1º giugno 1668 deceduto)[7]
- Maximilian Gandolph von Künburg † (12 novembre 1668 - 3 maggio 1687 deceduto)
- Johann Ernst von Thun † (24 novembre 1687 - 20 aprile 1709 deceduto)
- Franz Anton von Harrach zu Rorau † (20 aprile 1709 succeduto - 19 luglio 1727 deceduto)
- Leopold Anton Eleutherius von Firmian † (22 dicembre 1727 - 22 ottobre 1744 deceduto)
- Jakob Ernst von Liechtenstein-Kastelkorn † (13 settembre 1745 - 12 giugno 1747 deceduto)
- Andreas Jakob von Dietrichstein † (5 maggio 1749 - 5 gennaio 1753 deceduto)
- Sigmund von Schrattenbach † (26 settembre 1753 - 16 dicembre 1771 deceduto)
- Hieronymus Joseph Franz de Paula Colloredo von Wallsee und Mels † (22 giugno 1772 - 20 maggio 1812 deceduto)
  - Sigmund Christoph von Zeil und Trauchburg † (20 maggio 1812 - 7 novembre 1814 deceduto) (amministratore apostolico)
  - Leopold Maximilian von Firmian † (18 agosto 1818[8] - 19 aprile 1822 nominato arcivescovo di Vienna) (amministratore apostolico)
- Augustin Johann Joseph Gruber † (17 novembre 1823 - 28 giugno 1835 deceduto)
- Friedrich Johann Joseph Cölestin Fürst zu von Schwarzenberg † (1º febbraio 1836 - 20 maggio 1850 nominato arcivescovo di Praga)

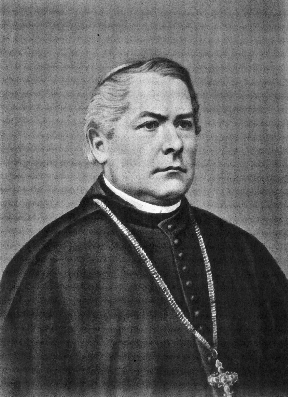
L'arcivescovo Maximilian Joseph von Tarnóczy

- Maximilian Joseph von Tarnóczy † (17 febbraio 1851 - 4 aprile 1876 deceduto)
- Franz de Paula Albert Eder, O.S.B. † (29 settembre 1876 - 10 aprile 1890 deceduto)
- Johann Evangelist Haller † (26 giugno 1890 - 5 maggio 1900 deceduto)
- Johannes Baptist Katschthaler † (17 dicembre 1900 - 27 febbraio 1914 deceduto)
- Balthasar Kaltner † (25 maggio 1914 - 8 luglio 1918 deceduto)
- Ignaz Rieder † (7 ottobre 1918 - 8 ottobre 1934 deceduto)
- Sigismund Waitz † (17 dicembre 1934 - 30 ottobre 1941 deceduto)
- Andreas Rohracher † (1º maggio 1943 - 30 giugno 1969 dimesso[9])
- Eduard Macheiner † (18 ottobre 1969 - 17 luglio 1972 deceduto)
- Karl Berg † (9 gennaio 1973 - 5 settembre 1988 ritirato)
- Georg Eder † (17 gennaio 1989 - 23 novembre 2002 dimesso)
- Alois Kothgasser, S.D.B. † (27 novembre 2002 - 4 novembre 2013 ritirato)
- Franz Lackner, O.F.M., dal 18 novembre 2013

## Statistiche
L'arcidiocesi nel 2023 su una popolazione di 763.559 persone contava 438.227 battezzati, corrispondenti al 57,4% del totale.
| anno | popolazione | popolazione | popolazione | presbiteri | presbiteri | presbiteri | presbiteri                | diaconi | religiosi | religiosi | parrocchie |
| anno | battezzati  | totale      | %           | numero     | secolari   | regolari   | battezzati per presbitero | diaconi | uomini    | donne     | parrocchie |
| ---- | ----------- | ----------- | ----------- | ---------- | ---------- | ---------- | ------------------------- | ------- | --------- | --------- | ---------- |
| 1950 | 370.000     | 430.000     | 86,0        | 579        | 408        | 171        | 639                       |         | 248       | 1.305     | 199        |
| 1970 | 473.556     | 517.949     | 91,4        | 545        | 366        | 179        | 868                       |         | 333       | 1.072     | 204        |
| 1980 | 531.000     | 540.000     | 98,3        | 490        | 330        | 160        | 1.083                     | 2       | 244       | 913       | 206        |
| 1990 | 520.367     | 579.941     | 89,7        | 429        | 289        | 140        | 1.212                     | 12      | 243       | 717       | 206        |
| 1999 | 250.161     | 643.706     | 38,9        | 349        | 252        | 97         | 716                       | 29      | 206       | 499       | 207        |
| 2000 | 518.341     | 676.701     | 76,6        | 342        | 251        | 91         | 1.515                     | 32      | 184       | 489       | 207        |
| 2001 | 516.767     | 677.000     | 76,3        | 344        | 252        | 92         | 1.502                     | 32      | 188       | 478       | 210        |
| 2002 | 520.456     | 682.826     | 76,2        | 340        | 249        | 91         | 1.530                     | 30      | 179       | 451       | 205        |
| 2003 | 514.019     | 682.826     | 75,3        | 328        | 240        | 88         | 1.567                     | 33      | 170       | 436       | 208        |
| 2004 | 513.126     | 682.826     | 75,1        | 316        | 234        | 82         | 1.623                     | 37      | 155       | 418       | 208        |
| 2010 | 497.378     | 708.847     | 70,2        | 297        | 213        | 84         | 1.674                     | 38      | 155       | 369       | 210        |
| 2014 | 479.781     | 715.280     | 67,1        | 288        | 207        | 81         | 1.665                     | 42      | 149       | 346       | 210        |
| 2017 | 470.141     | 735.135     | 64,0        | 282        | 195        | 87         | 1.667                     | 55      | 130       | 290       | 210        |
| 2020 | 460.106     | 746.515     | 61,6        | 293        | 196        | 97         | 1.570                     | 54      | 143       | 262       | 210        |
| 2022 | 446.262     | 756.526     | 59,0        | 279        | 182        | 97         | 1.599                     | 59      | 147       | 223       | 210        |
| 2023 | 438.227     | 763.559     | 57,4        | 290        | 178        | 112        | 1.511                     | 58      | 164       | 203       | 210        |